# Linfonodi cervicali laterali
I linfonodi cervicali laterali costituiscono un gruppo di linfonodi della testa e del collo. Sono siti principalmente nella regione topografica del collo, in corrispondenza del triangolo cervicale posteriore e del triangolo cervicale anteriore.
Secondo la Terminologia Anatomica, si distinguono, tra i linfonodi cervicali laterali:
1. Linfonodi cervicali laterali superficiali;
2. Linfonodi cervicali laterali profondi superiori;
3. Linfonodi cervicali laterali profondi inferiori.

## Gruppo superficiale
I linfonodi cervicali laterali superficiali sono siti alla stessa profondità dei linfonodi cervicali anteriori superficiali. In numero di due o quattro, sono disposti lungo la vena giugulare esterna. Superiormente, hanno rapporto con i linfonodi carotidei profondi.

## Gruppi profondi
Sono 15 -30 e decorrono lungo la vena giugulare interna, nella congiungente tra processo mastoideo e fossa clavicolare.

### Superiori
I linfonodi cervicali laterali profondi superiori sono anche detti sotto-sternocleidomastoidei. Si suddividono in:
1. Linfonodo giugulodigastrico: è uno dei linfonodi più grandi del distretto testa-collo 1-2 cm. Presente nel triangolo carotideo, in un interstizio triangolare delimitato dal ventre posteriore del muscolo digastrico, dalla vena giugulare interna e dalla vena facciale.[3]
2. Linfonodo anteriore
3. Linfonodo laterale

### Inferiori
Si suddividono in:
1. Linfonodo giugulo-omoioideo: sito a livello del tendine intermedio del muscolo omoioideo. Drena la linfa dalla lingua.[3]
2. Linfonodi anteriori
3. Linfonodo laterale